# Justicia anfractuosa
Justicia anfractuosa är en akantusväxtart som beskrevs av C. B. Cl.. Justicia anfractuosa ingår i släktet Justicia och familjen akantusväxter. Inga underarter finns listade i Catalogue of Life.